# Synthaca
Synthaca là một chi bướm đêm thuộc họ Noctuidae.